# Afioco Gnecco
Afioco Gnecco na XXXIX edição dos Prêmios Goya, realizados em Granada em 2025
Afioco Gnecco é um diretor de cinema, produtor e roteirista chileno-italiano, reconhecido por ter sido nomeado pelos 39.º Prêmios Goya pela sua curta-metragem Ciao Bambina.
Como pessoa transgênero não binária, assume-se como um ativista audiovisual LGBT desde 2016, trabalhando com a organização espanhola Apoyo Positivo para promover a diversidade e a inclusão na mídia.

## Carreira
Estudou cinema. Após completar o curso aventurou-se na fotografia e na videoarte, focando-se essencialmente em histórias que exploram identidade, gênero e inclusão social.
Em 2017, juntamente com a ONG Apoyo Positivo, criou a série Indetectables, cujo conceito baseava-se em conscientizar o público sobre o estigma do HIV na sociedade.
Cinco anos depois, em 2022, venceu a competição Desde Otro Prisma, organizada pela Notodofilmfest e pela Netflix, o que lhe proporcionou a oportunidade para desenvolver a sua primeira longa-metragem, Mapá. Durante o mesmo período realizou a curta-metragem La acampada, que estreou um ano depois na secção oficial do Festival de Málaga, onde ganhou o segundo prêmio da escolha do público - a Biznaga de prata.
Em 2025, foi convidado do podcast Sabor a Queer, apresentado pelo realizador de cinema David Velduque, num episódio focado na representação de pessoas trans-masculinas no cinema espanhol, e no qual também participaram Charli Bujosa e Emilio Papamija. No mesmo ano recebeu a sua primeira nomeação a um Prémio Goya pela curta metragem Ciao Bambina. A indicação foi celebrada como um marco para a representação transgênero no cinema em língua espanhola.

## Filmografia

### Cinema
- Ciao Bambina (2024)
- Este cuerpo mío (2023)
- Mapá (2023)
- La acampada (2022)
- No binario (2020)
- Victoria (2019)
- Transversales (2019)
- Diversxs (2016)

### Televisão
- Indetectables

## Ativismo
Desde 2016, Gnecco trabalha com a Apoyo Positivo, uma organização não governamental espanhola focada em saúde, educação e direitos humanos para a comunidade LGBT. Por meio de narrativas audiovisuais, Gnecco defende uma representação mais ampla das identidades marginalizadas na mídia e na cultura.

## Reconhecimento
O trabalho de Gnecco ganhou destaque na mídia em várias publicações em espanhol, incluindo em La Vanguardia, que destaca seu papel na formação do cinema queer. Um perfil semelhante foi publicado pela Andalucía Información, destacando sua indicação ao Goya e seu ativismo.

## Prêmios
- Prêmio Abycine Impulso CMM pela produção de Este cuerpo mío. 2023
- Prêmio Biznaga de Prata do público no Festival de Cinema de Málaga por La acampada. 2022
- Prêmio especial Zinegoak por Transversales. 2019
- Mostra La Ploma, prêmio de melhor perspectiva educacional por Diversxs. 2020
- Menção especial do júri no LesGaiCineMad. 2016
- Prêmio Rádio Televisão da Andaluzia para a melhor criação audiovisual no Festival de Cinema de Córdoba
- Prêmio de melhor curta-metragem documental do Festival Internacional de Curtas-Metragens de Nahia 2016: sexo, gênero e erotismo
- Prêmio de melhor curta-metragem documental do CinHomo Muestra LGBT Cine de Valladolid
- Prêmio de melhor curta-metragem documental do Festival Internacional de Cinema Social de Castilla-La Mancha
- Prêmio de melhor curta-metragem documental do Festival de Cinema da Diversidade Venezuelana — FESTDIVQ[6][7]